# See It Like a Baby
See It Like a Baby è un singolo del gruppo musicale britannico Marillion, il primo estratto dal quattordicesimo album in studio Somewhere Else e pubblicato il 26 marzo 2007.

## Tracce
1. See It Like a Baby – 4:32

## Formazione
Gruppo
- Steve Hogarth – voce, pianoforte occasionale, percussioni
- Steve Rothery – chitarra
- Pete Trewavas – basso, chitarra elettrica occasionale
- Mark Kelly – tastiera
- Ian Mosley – batteria

Altri musicisti
- Michael Hunter – strumentazione aggiuntiva

Produzione
- Michael Hunter – produzione, registrazione, missaggio
- Roderick Brunton – assistenza tecnica

## Classifiche
| Classifica (2007)      | Posizione massima |
| ---------------------- | ----------------- |
| Regno Unito            | 45                |
| Regno Unito (download) | 37                |